# Dimenticare Venezia
Dimenticare Venezia é um filme de drama franco-italiano de 1979 dirigido e escrito por Franco Brusati.
Com o nome de To Forget Venice, foi indicado ao Oscar de melhor filme estrangeiro na edição de 1980, representando a Itália.

## Elenco
- Mariangela Melato - Anna
- Eleonora Giorgi - Claudia
- Erland Josephson - Nicky
- Nerina Montagnani - Caterina
- David Pontremoli - Picchio
- Armando Brancia